# Pic canente
Hemicircus canente
Espèce
Statut de conservation UICN

 LC  : Préoccupation mineure
Synonymes
- Picus canente (Protonyme)

Le Pic canente (Hemicircus canente) est une espèce d'oiseaux de la famille des Picidae.

## Répartition
Son aire de répartition s'étend à travers le sous-continent indien et l'Indochine.

## Habitat
On trouve cet oiseau dans les forêts tropicales humides et denses de feuillus, à la lisière des bois, dans les forêts secondaires  et aussi dans les bambouseraies et les parcelles clairsemées.
Il aime les bambous, les plantations de teck et de café.
C'est surtout un oiseau des régions basses, du niveau de la mer jusqu'à 1000 mètres.

## Description
Le pic de canente mesure 15-16 cm et a une masse de 37 à 50 g.

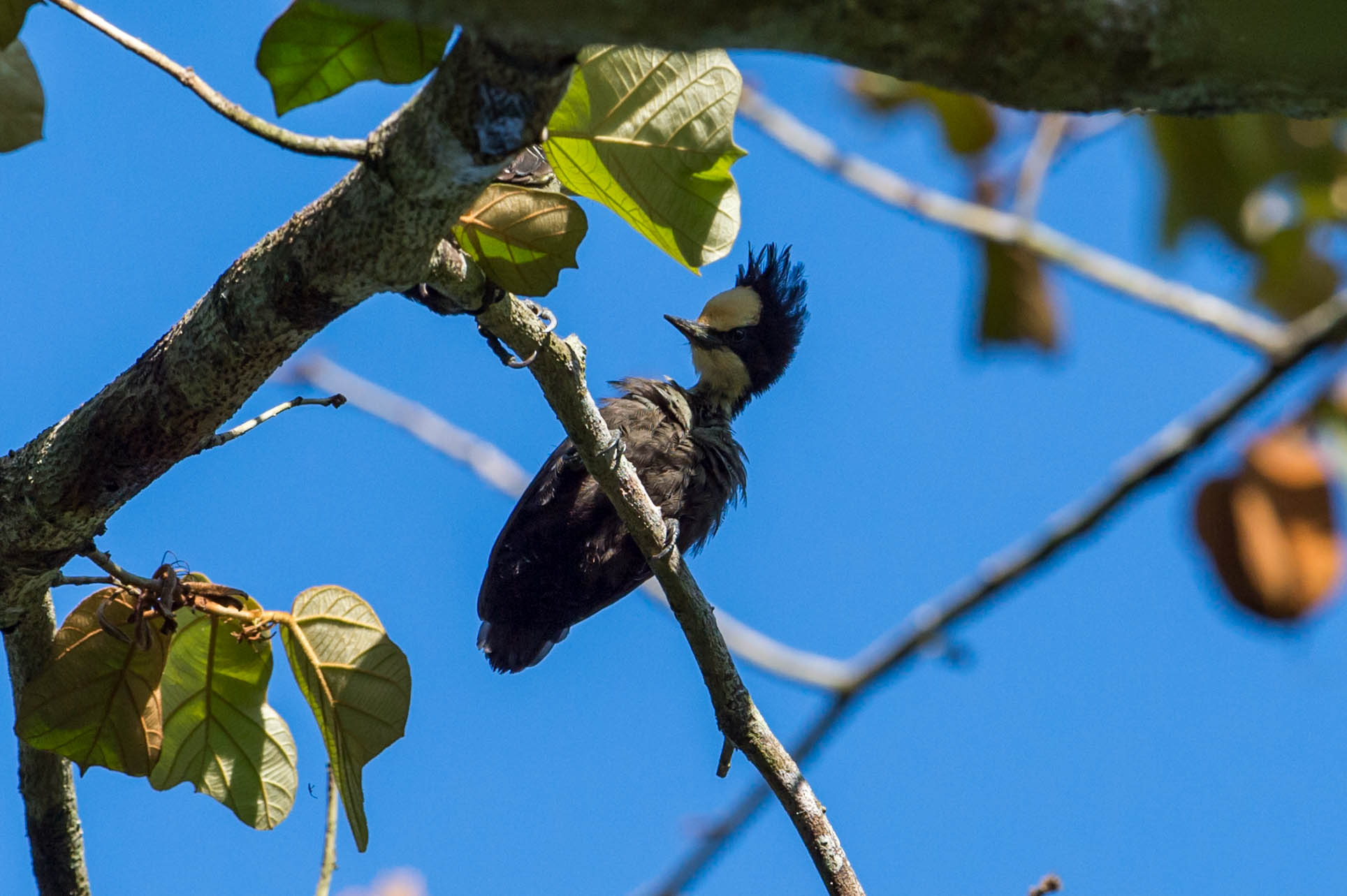
Femelle, parc national de Kaeng Krachan, Thaïlande
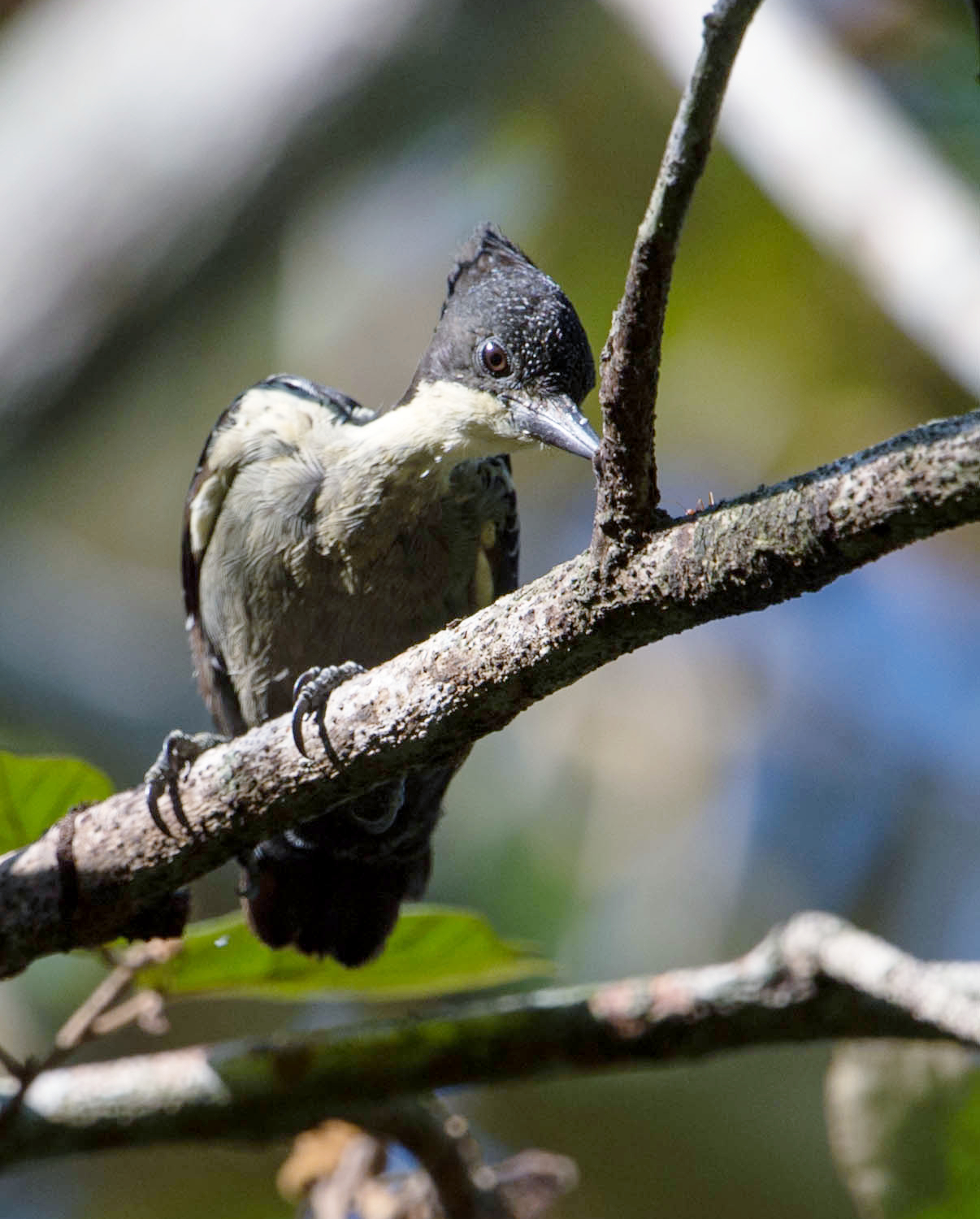
Mâle, parc national de Kaeng Krachan, Thaïlande

## Nutrition
Le pic de canente est insectivore.
Les fourmis, les termites, les larves et d'autres catégories d'insectes constituent la plus grosse partie de son menu.

## Reproduction
La saison des amours est en hiver avant la mousson.
Le pic de canente creuse un minuscule nid dans une branche morte (ou même un poteau de clôture) à une hauteur plutôt modeste, entre 1 et 4 mètres au-dessus du sol. Il y dépose 2 ou 3 œufs.